# Robert Golob
Robert Golob (Ljubljana, 23. siječnja 1967.), slovenski je poduzetnik i političar, koji obnaša dužnost Predsjednika Vlade Republike Slovenije, od 1. lipnja 2022. godine. Predsjednik je stranke Pokret sloboda od 22. siječnja 2022.   

## Raniji život i obrazovanje
Golob je stekao doktorat iz elektrotehnike na Sveučilištu u Ljubljani 1994. Nakon studija bio je postdoktorski Fulbrightov stipendist u Sjedinjenim Američkim Državama na Georgia Institute of Technology u Atlanti.   

## Politička karijera
Od svibnja 1999. do lipnja 2000. Golob je bio državni tajnik u Ministarstvu gospodarstva u vladi koju je vodio premijer Janez Drnovšek iz Liberalno-demokratske stranke. Godine 2002. izabran je u Gradsko vijeće Nove Gorice. Godine 2011. Golob se pridružio stranci Pozitivna Slovenija koju je osnovao gradonačelnik Ljubljane Zoran Janković. Od 2013. do 2014., uz rastuće napetosti unutar stranke između njezina osnivača i predsjednika Zorana Jankovića i premijerke Alenke Bratušek, Golob je igrao posredničku ulogu između dviju frakcija. Konačnim raskidom unutar stranke u travnju 2014. godine prelazi u odcijepljenu Stranku Alenke Bratušek (SAB), te postaje jedan od njezinih potpredsjednika. Nakon lošeg nastupa SAB-a na kasnijim izborima 2014., osvojivši samo četiri mandata, udaljio se od politike na nacionalnoj razini, ostajući aktivan samo na lokalnoj razini u općini Nova Gorica; predsjedao je kvartovskom skupštinom Kromberk-Loke između 2010. i 2014., ostajući jedan od njezinih članova do 2022. godine.
Kada mu je 2021. prestao mandat predsjednika GEN-I, a nakon što nije dobio još jedan, Golob se ponovno odlučio aktivno uključiti u politiku. U siječnju 2022. preuzeo je malu izvanparlamentarnu Stranku zelenih akcija i preimenovao je u Slobodarski pokret. Dana 24. travnja 2022., na slovenskim parlamentarnim izborima 2022., Slobodarski pokret je osvojio 41 mjesto u Državnoj skupštini s 90 mjesta.
Robert Golob izabran je 25. svibnja 2022. za predsjednika Vlade Republike Slovenije.